# Ivánivka (Ternópil)
Ivánivka (ucraniano: Іва́нівка; polaco: Iwanówka) es un municipio rural de Ucrania, perteneciente al raión de Ternópil en la óblast de Ternópil.
El municipio, con una población total de unos cuatro mil habitantes, incluye tanto el pueblo de Ivánivka (de algo menos de mil quinientos habitantes) como cuatro pedanías. El municipio se fundó en 2015 mediante la fusión de los hasta entonces consejos rurales de Ivánivka, Hleshchavá, Ilavche y Sorotske. Además de estos cuatro pueblos, pertenece al actual municipio también Lozivka.
Se conoce la existencia del pueblo desde 1576, cuando se menciona en un documento de Esteban I Báthory sobre los límites de la jurisdicción de Terebovlia. La localidad es conocida por haber albergado en junio de 1919 una de las principales batallas de la Ofensiva de Chortkiv. Antes de la creación del actual municipio en 2015, el pueblo era sede de un consejo rural en el raión de Terebovlia, que únicamente incluía como pedanía a Lozivka.
El pueblo se ubica unos 5 km al sureste de Terebovlia.